# Осипов Дмитро Львович
Дмитро Львович Осипов (рос. Дмитрий Львович Осипов; 26 травня 1979, м. Тольятті, СРСР) — російський хокеїст, захисник. 
Вихованець хокейної школи «Лада» (Тольятті). Виступав за: ЦСК ВВС (Самара), «Нафтовик» (Леніногорськ), «Хімік-СКА» (Новополоцьк), «Іжсталь» (Іжевськ), «Кристал» (Саратов), «Леви» (Львів). 
У Професіональній хокейній лізі України провів 31 матч (2+3).